# Мальчик и птица
«Ма́льчик и пти́ца» (яп. 君たちはどう生きるか Кимитати ва до: икиру ка?, букв. «Как пожива́ете?») — полнометражный аниме-фильм режиссёра Хаяо Миядзаки. Оригинальное название взято из одноимённой книги Ёсино Гэндзабуро 1937 года, однако сюжет фильма никак не связан с романом. В североамериканском прокате фильм получил название «Мальчик и цапля» (англ. The Boy and the Heron).
В основе сюжета — история мальчика по имени Махито Маки, который обнаруживает заброшенную башню в своём новом городе и попадает в фантастический мир вместе с говорящей серой цаплей.
Премьера фильма «Мальчик и птица» состоялась в Японии 14 июля 2023 года. Картина участвовала во множестве международных кинофестивалей. Фильм демонстрировался как в обычных кинотеатрах, так и в других премиальных форматах, таких как IMAX.
За анимацию отвечала заново открытая студия «Гибли». Дистрибьютор фильма — компания Toho. Выход фильма был отмечен намеренным отсутствием какой-либо рекламы, поскольку студия «Гибли» решила не публиковать никаких трейлеров, изображений, синопсиса или деталей кастинга фильма до его премьеры, за исключением единственного постера. Отсутствие рекламы положительно сказалось на кассовых сборах фильма, эффект от неразглашения оказался даже лучше, чем ожидали в киноиндустрии.
Фильм был тепло встречен как простыми зрителями, так и профессиональными кинокритиками. Картина была номинирована на ряд национальных и международных наград, и получила многие из них, включая такие престижные кинопремии, как «Оскар», «Золотой глобус» и BAFTA.

## Сюжет
В 1943 году, во время Второй мировой войны, мать 12-летнего Махито Маки Хисако погибает во время воздушного налёта на Токио. Отец Махито, владелец завода по производству авиационных боеприпасов, женится на Нацуко, младшей сестре своей покойной жены, и они эвакуируются в её поместье в сельской местности, где живут вместе с несколькими пожилыми горничными. В новом городе Махито приходится нелегко: он не вписывается в школьную жизнь и переживает напряжённые отношения с беременной Нацуко. Кроме того, в поместье Махито встречает загадочную серую цаплю, которая часто донимает его.
Однажды, вернувшись домой после драки с другими школьниками, Махито нарочно ранит себя камнем в висок, чтобы выставить себя жертвой. Поправляясь от раны в поместье, Махито обнаруживает книгу «Как поживаете?» с обращением к нему, сделанным почерком матери, которая хотела подарить ему книгу, когда он подрастёт. Махито обнаруживает, что цапля умеет говорить и на самом деле является маленьким человечком, живущим в теле цапли. Цапля дразнит Махито и приводит его к таинственной башне в лесу неподалёку от дома, которую построил его исчезнувший двоюродный дед Масато, знаменитый архитектор. Цапля утверждает, что мать Махито жива, и просит его войти в башню, чтобы спасти её. Махито не решается это сделать, но когда однажды он видит, как Нацуко уходит в лес, он решает помочь ей и входит в башню, оказываясь в волшебном мире.
В этом мире Махито встречает различных персонажей, в том числе Кирико — морячку, более молодую версию горничной из поместья, Хими — девушку с магическими способностями, которая помогает Махито и Кирико, и двоюродного дедушку Нацуко, правящего миром как могущественный волшебник. Махито, Хими и цапля проникают в замок, охраняемый попугаями-людоедами, и находят Нацуко, которая противится уходить с ними, пока Махито не называет её матерью. В реальном мире горничные рассказывают отцу Махито, что башня была не построена, а образовалась после падения на землю метеорита, и что когда его первая жена, Хисако, была моложе, она однажды исчезла на целый год, а потом необъяснимым образом вернулась, ничего не помня о случившемся.
Во время побега Хими попадает в плен к попугаям. Спасая Хими от короля попугаев, Махито встречается с двоюродным дедушкой. Тот показывает Махито строительные блоки, похожие на детский конструктор, которые он использовал для поддержания равновесия в мире, а также гигантский парящий камень, в котором заключена его сила. Дедушка просит Махито присматривать за камнем и поддерживать равновесие в мире, объясняя, что управлять камнем может только тот, кто связан с ним кровным родством и не имеет злого умысла. Махито отказывается, предпочитая вернуться в свой мир, и говорит дедушке, что рана на его голове свидетельствует о том, что он не свободен от зла. Король попугаев, желая узурпировать власть двоюродного деда, разрезает строительные блоки пополам, разрушая камень и заставляя волшебный мир самоуничтожиться. Спасаясь, Махито предлагает Хими забрать её в свой мир, но Хими отказывается, заявляя, что она — младшая версия Хисако и что они с Кирико должны вернуться в её собственное время, чтобы Махито мог родиться. Махито, Нацуко и цапля возвращаются в свой мир и воссоединяются с отцом Махито. В конце истории голос Махито за кадром говорит, что через два года после окончания войны они вернулись в Токио, и мальчик с вещами спускается в холл к ожидающей его счастливой семье.

## Персонажи и актёры озвучивания
Персонажи и актёры озвучивания:
- Махито Маки (яп. まひと) — главный герой фильма, 12-летний мальчик, который во время Второй мировой войны потерял в пожаре мать. В 1944 году вместе с отцом эвакуировался из Токио в старый материнский дом, где живёт младшая сестра его матери Нацуко, ставшая новой женой отца. Махито ещё не оправился от горя потери матери, его постоянно мучают ночные кошмары. Он не хочет сближаться с мачехой, воспринимая её только как «любимого человека своего отца», но не как новую мать.
Сэйю: Сома Сантоки[англ.]
- Серая цапля (яп. 青サギ) — таинственная серая цапля, которая обитает в заброшенной башне рядом с особняком, куда эвакуировался Махито. Цапля способна принимать странный облик получеловека и начинает преследовать Махито.
Сэйю: Масаки Суда
- Нацуко (яп. 夏子) — беременная тётя и мачеха Махито, изо всех сил пытается стать ему матерью, её сильно беспокоит нежелание Махито открыться ей.
Сэйю: Ёсино Кимура[англ.]
- Сёити Маки (яп. 勝一) — отец Махито, управляет заводом по производству боеприпасов. Заботится о своём сыне, но у него есть склонность к чрезмерной защите.
Сэйю: Такуя Кимура
- Двоюродный дед (яп. 大伯父) — двоюродный дедушка Нацуко, умный и интеллигентный человек, он построил башню, а потом однажды внезапно исчез. Говорят, что он сошёл с ума, потому что прочитал слишком много книг.
Сэйю: Сёхэй Хино[англ.]
- Кирико (яп. キリコ) — одна из пожилых горничных, которая живёт в особняке Нацуко. Она пытается помешать Махито пойти в башню, чтобы тот не оказался в опасности, но после входа в башню вместе с ним её затягивает в «нижний мир», где она становится молодой.
Сэйю: Ко Сибасаки
- Хими (яп. ヒミ) — девушка в красном платье, обладающая магическими способностями, которую Махито встречает в «нижнем мире». Способна контролировать пламя и может мгновенно переместиться в другое место через пламя или запустить фейерверк, чтобы отогнать пеликанов.
Сэйю: Аймён[англ.]
- Благородный пеликан (яп. 老ペリカン) — один из пеликанов, поедающий Варавар. Был обожжён фейерверком Хими и получил серьёзные травмы при падении, а всё его тело обгорело.
Сэйю: Каору Кобаяси[англ.]
- Король попугаев (яп. インコ大王) — король попугаев, носит корону на голове и бороду. Когда он провожает Хими к своему двоюродному дедушке, он обрубает деревянную лестницу, чтобы отогнать преследующего его Махито.
Сэйю: Дзюн Кунимура[англ.]
- Идзуми (яп. いずみ) — одна из пожилых горничных, которая живёт в особняке Нацуко.
Сэйю: Кэйко Такэсита[англ.]
- Утако (яп. うたこ) — одна из пожилых горничных, которая живёт в особняке Нацуко.
Сэйю: Дзюн Фубуки[англ.]
- Айко (яп. あいこ) — одна из пожилых горничных, которая живёт в особняке Нацуко.
Сэйю: Синобу Отакэ[англ.]
- Эрико (яп. えりこ) — одна из пожилых горничных, которая живёт в особняке Нацуко.
Сэйю: Савако Агава[англ.]
- Варавара (яп. ワラワラ) — души до рождения, имеющие круглый вид, маленькие глаза, рот и короткие конечности. Могут летать, раздувая своё тело, но для этого им нужны питательные вещества из внутренних органов рыбы. Взлетая на самый верх, они попадают в «верхний мир», где рождаются как люди.
Сэйю: Карен Такидзава[англ.]

## Производство
В 2016 году Хаяо Миядзаки сказал, что хочет снять ещё один полнометражный фильм, несмотря на объявленный три года назад отход от дел. Продюсер студии «Гибли» Тосио Судзуки прокомментировал, что режиссёр будет делать раскадровки, пока не умрёт, на что другой сотрудник сухо заметил, что такой исход обеспечит фильму большой успех.
28 октября 2017 года было объявлено название фильма. Продюсер Судзуки сказал, что жанром будет приключенческий экшен-фэнтези, а работа осуществляется вручную. Кроме того, режиссёр снимает этот фильм для своего внука. Дата выхода не была определена, но Миядзаки изъявил желание выпустить картину до Олимпийских игр 2020 года в Японии. По словам мультипликатора, на работу должно было уйти три или четыре года. В 2018 году для музея Гибли вышел его короткометражный фильм «Гусеница Боро» с компьютерной графикой.
В октябре 2019 года Тосио Судзуки рассказал в интервью телеканалу NHK, что после 3,5 лет работы над анимационным фильмом готово всего 15 % от общего хронометража. Хаяо Миядзаки работал, создавая меньше минуты анимации в месяц, хотя в былые годы он мог делать и по 10 минут. По версии Судзуки, фильм должен был выйти между 2021 и 2022 годами. Продюсер также предполагал, что старый мастер не торопится завершать свою последнюю работу, поскольку не хочет по-настоящему уходить на покой, ведь после завершения этого фильма ему больше нечего будет делать и придётся жить как обычному пенсионеру. Скорее всего, Миядзаки будет работать всю оставшуюся жизнь. Студия больше не придерживалась какого-либо графика.
7 марта 2020 года Судзуки дал небольшое интервью изданию Huffington Post в Сибуе. Он подчеркнул, что Миядзаки работает над фильмом, но это занимает много времени и, конечно, стоит денег. Поэтому зарабатывать на производство они будут показом ранее выпущенных аниме на потоковых сервисах, таких как Netflix. Сам режиссёр не пользуется компьютером или смартфоном и ничего не знает об онлайн-трансляции, поэтому продюсер убедил его пойти на сделку, чтобы покрыть затраты, тем более что нынешний проект не похож на то, чем они занимались в прошлом.
К 13 мая 2020 года были закончены 36 минут аниме. Пандемия COVID-19, которая остановила производство большинства фильмов и телепередач во всём мире, не повлияла на деятельность «Гибли». В разговоре с Entertainment Weekly Судзуки выразил надежду, что всё решится в ближайшие три года. Над фильмом работают 60 аниматоров, однако из-за большого количества ключевых кадров они производят всего одну минуту анимации в месяц, в итоге получается 12 минут в год. Процесс идёт полностью вручную без компьютерной графики. «Когда Миядзаки вернулся и сказал, что снова хочет снять фильм, я на самом деле ответил, что это не очень хорошая идея, потому что он уже многого достиг. Вы не можете вернуться и создать то, что уже делали в прошлом, нужно выдать что-то другое. Одна из идей, которая возникла в результате этого, заключалась в том, почему бы не потратить на фильм больше времени и денег? Итак, это один из новых подходов». Предполагалось, что производство будет завершено в 2023 году.
В начале ноября 2020 года репортёры японского таблоида Flash спросили режиссёра, когда тот выходил из дома, насчёт предстоящего фильма. Миядзаки ответил: «Я работаю над этим. Как пенсионер. Спросите через Toho. Я должен идти собирать мусор».
В марте 2021 года, в интервью журналу Sight & Sound, Судзуки сообщил, что не стоит ожидать выхода фильма в ближайшие три года. Из 125 минут была готова только половина. Миядзаки-старший вообще хотел заняться фильмом «Ая и ведьма», но продюсер уговорил его продолжить работу над «Мальчик и птица».
В октябре 2021 года, отвечая на вопрос журналиста The New York Times Style Magazine: «Ваш следующий фильм называется „Как поживаете?“. Вы дадите ответ?», режиссёр, закуривая любимую сигарету Seven Stars, кратко сказал: «Я снимаю этот фильм, потому что у меня нет ответа», и улыбнулся. Продюсер назвал предстоящий выпуск «грандиозным фэнтези».
30 июня 2022 года на выставке студии «Гибли» в Токио Судзуки сообщил, что производство продолжается. «Моя самая важная работа… Раньше студия „Гибли“ занималась массовым производством и выпускала по фильму каждые два года, но сейчас фильмы снимают время от времени, и я не хочу, чтобы люди забыли о нас».
В октябре 2022 года, накануне открытия парка развлечений студии «Гибли», председатель компании Кодзи Хосино на пресс-конференции заметил, что производство «продвигалось весьма гладко» даже во время пандемии и «похоже, что оно близится к завершению». Хосино не сообщил, когда именно выйдет «Мальчик и птица», но добавил, что это «будет последний фильм Миядзаки».

## Премьера
13 декабря 2022 года аккаунт студии «Гибли» в «Твиттере» назвал дату выпуска — 14 июля 2023 года. Судзуки заявил, что выпускать трейлеры и рекламные материалы к фильму не планируется, и до его премьеры в кинотеатрах студия не будет разглашать никакой информации о нём, чтобы не испортить зрителям впечатления. Миядзаки похвалил постер, который используется для маркетинга, а этого, по мнению продюсера, вполне достаточно. В июне 2023 года в интервью Bungei Shunju на YouTube Судзуки сказал, что режиссёр позаимствовал у романа Ёсино Гэндзабуро только название, и описание сюжета, доступное в Интернете на основе краткого изложения книги, может быть неверным. Он объяснил, что необычная стратегия является уловкой, призванной «разжечь аппетиты» поклонников: «Они сами захотят увидеть, о чём фильм. И для этого им придётся пойти в кинотеатр». Продюсер считает «Мальчик и птица» самым дорогим фильмом, когда-либо снятом в Японии. Производство заняло примерно семь лет (два с половиной года на подготовку и около пяти лет на работу). Идея выпуска без рекламы появилась в 2017 году. Также было решено отказаться от производственного комитета.
«Мальчик и птица» стал первым фильмом студии «Гибли», показанным в системе IMAX; также объявлены сеансы Dolby Atmos, Dolby Cinema и DTS:X. Оператор-постановщик Ацуси Окуи рассказал, что обсуждал с Миядзаки применение Dolby Cinema, и режиссёру это понравилось. Планы появились во время производства «Ая и ведьма». В данной технологии Окуи привлекает чёткость изображения в ярких сценах, и тёмные участки не становятся чёрными. Материалы к фильму, включая интервью с создателями, иллюстрации, комикс и раскадровки, издаются в серии книг студии «Гибли» с 1 ноября 2023 года. В эксклюзивном видеопревью Entertainment Weekly Масаки Суда признался, что для озвучивания смотрел видео с настоящими цаплями. Миядзаки сказал ему: «Извини, что дал тебе такую странную роль». Суда пробовал разные голоса и обсуждал запись с одной женщиной, участвовавшей в производстве. Режиссёр слушал работу актёра, но ничего не комментировал, нагнетая напряжение. Только когда были представлены возможные варианты звуков цапли, он произнёс: «Ну всё!». После этого процесс пошёл быстрее. Певец Кэнси Ёнэдзу добавил, что, сочиняя завершающую композицию фильма, он трудился один на своей домашней студии, пребывая в растерянности: «Честно говоря, я думал, что умру».
18 августа 2023 года студия «Гибли» впервые опубликовала кадры из фильма, а также список персонажей и актёрский состав. 6 сентября 2023 года американской компанией GKIDS был показан первый официальный трейлер.
7 сентября 2023 года «Мальчик и птица» открыл 48-й международный кинофестиваль в Торонто и стал первым анимационным фильмом в истории, открывшим его. Также «Мальчика и птицу» включили в программы 42-го международного кинофестиваля в Ванкувере 28 сентября — 8 октября 2023 года, 61-го Нью-Йоркского кинофестиваля 29 сентября — 15 октября 2023 года, 56-го кинофестиваля в Сиджесе 6 и 8 октября 2023 года, в открытие 71-го кинофестиваля в Сан-Себастьяне 22 сентября 2023 года и закрытие 50-го Гентского международного кинофестиваля 20 октября 2023 года.
8 сентября 2023 года на кинофестивале в Торонто вице-президент студии «Гибли» Дзюнъити Нисиока заявил, что фильм не является последним для Миядзаки и у него есть новые идеи. В интервью для Libération от 2 октября 2023 года продюсер Судзуки рассказал, что режиссёр отошёл от «Мальчика и птицы» и думает о следующем проекте каждый день, отговаривать его бесполезно, «даже если он снимет провальный фильм. В жизни его радует только работа. Пока он работает, я не смогу уйти на пенсию». В конце ноября 2023 года Судзуки согласился с мнением, что это самый личный фильм создателя, который является прообразом Махито, двоюродный дед — Исао Такахата (после его смерти в 2018 году сюжет был изменён в сторону отношений между мальчиком и птицей), а серая цапля — сам продюсер: «Я позаботился о том, чтобы он [Миядзаки] не изобразил меня в плохом свете». 16 декабря 2023 года на канале NHK вышла передача Professional — work style, основанная на производстве «Мальчика и птицы». В одном из эпизодов Такэси Хонда, режиссёр анимации и дизайнер персонажей фильма, подчеркнул: Миядзаки терпеть не может скучать, хотя и говорит, что не будет заниматься ещё одним проектом, но, вероятно, вернётся к работе. 3 марта 2024 года на видеопрезентации номинаций на премию «Оскар» за лучший анимационный полнометражный фильм режиссёр сказал продюсеру, что радостью для него было закончить работу; он упорствовал, поскольку «деньги прибывали». Он был взволнован победой, хотя старался подавить свои чувства, говоря: «Как японский мальчик, я не должен показывать моё счастливое лицо» и «Мне всё равно». Судзуки видел, как Миядзаки улыбался, будучи счастливым. Поэтому складывалось ощущение, что он очень хотел получить «Оскар». Создатель также выразил сожаление по поводу объявления об уходе после фильма «Ветер крепчает». В мае 2024 года полная версия документального фильма Каку Аракавы под названием «Хаяо Миядзаки и цапля» была показана на Каннском кинофестивале, с 6 сентября 2024 года транслируется на сервисе Max.
В России права на мультфильм приобрела компания «Русский репортаж», которая выпустила его в прокат 7 декабря 2023 года под названием «Мальчик и птица». В российском прокате демонстрировались сразу две версии официального дубляжа — «классическая» и «современная» (фанатская). После завершения показа в кинотеатрах фильм вышел эксклюзивно на сервисе «Кинопоиск» 4 июля 2024 года. На аниме установлено возрастное ограничение — для лиц старше 16 лет.
Международная премьера фильма состоялась 8 декабря 2023 года, после специального предпоказа, стартовавшего 22 ноября 2023 года. В озвучивании английской версии приняли участие Кристиан Бейл, Дейв Батиста, Джемма Чан, Уиллем Дефо, Карен Фукухара, Марк Хэмилл, Роберт Паттинсон и Флоренс Пью.
Премьера фильма в Литве должна была состояться 23 декабря 2023 года, однако была отменена из-за предполагаемой связи прокатчика с Россией.
В конце марта 2024 года Netflix объявил о планируемой трансляции фильма «Мальчик и птица» в большинстве стран мира, за исключением Японии и США. В рамках соглашения с Netflix также будут показывать ещё 22 фильма студии «Гибли», в том числе «Унесённые призраками», «Принцесса Мононоке», «Ариэтти из страны лилипутов», «Ведьмина служба доставки», «Мой сосед Тоторо», «Сказание о принцессе Кагуя» и другие. 25 июня 2024 года фильм стал доступен на сервисах Prime Video, Apple TV+ и Vudu. C 6 сентября 2024 года «Мальчик и птица» транслируется на сервисе Max, а с 7 октября на Netflix.
Выпуск фильма в Японии на 4К Ultra HD, Blu-ray и DVD состоялся 3 июля 2024 года. В США компания GKIDS издала «Мальчика и птицу» 25 июня и 9 июля 2024 года на цифровых и физических носителях, в том числе ограниченную версию в стилбуке. Дополнительные материалы включают раскадровки, интервью с Дзё Хисаиси, Тосио Судзуки и Такэси Хондой, видеоклип на песню «Spinning Globe», тизеры и трейлеры. Slant Magazine оценил релиз 4K Ultra HD Blu-ray на четыре звезды из пяти, выделив технологию Dolby Vision, насыщенные и яркие цвета, аудиодорожку Dolby Atmos, которая разделяет даже самые тонкие фоновые звуки.

## Кассовые сборы
За первые 4 дня фильм в Японии посмотрело 1,35 миллиона зрителей, было собрано 2,14 миллиарда иен (15,45 миллионов долларов), что превышает достижения «Унесённых призраками» за аналогичный период и на 150 % опережает сборы «Ветер крепчает». За первые 10 дней фильм в Японии посмотрело 2,32 миллионов зрителей, было собрано 3,6 миллиарда иен. За первый месяц проката число просмотров в Японии составило 4,125 миллионов человек, было собрано 6,235 миллиардов иен. По состоянию на 7 июня 2024 года кассовые сборы фильма составляют 305,16 миллионов долларов (с учётом Китая и Индии). Из них с 25 октября до декабря 2023 года на втором месте после Японии оказалась Южная Корея. 9 декабря 2023 года фильм дебютировал в США (10,6 миллионов долларов), обойдя Godzilla Minus One, став первым оригинальным аниме в истории, возглавившим американский прокат. К 18 декабря 2023 года собранные 23,14 миллиона долларов сделали «Мальчика и птицу» самым кассовым фильмом Миядзаки и студии «Гибли», выпущенным в Северной Америке. Для России результат оказался высоким — 4,92 миллиона долларов. К концу января 2024 года «Мальчик и птица» стал третьим самым кассовым аниме в истории проката в североамериканском регионе, оставив позади «Покемон 2000».
В декабре 2023 года кассовые сборы фильма преодолели планку в 100 миллионов долларов, «Мальчик и птица» стал двадцать вторым аниме-фильмом в истории, собравшим такую сумму. Bloomberg заметил, что 2023 год был знаменательным для японских создателей, о чём свидетельствуют прибыльные показы «Братья Супер Марио в кино», «Годзилла: Минус один», а также «Мальчика и птицы», наряду с трансляцией телесериала от Netflix «One Piece. Большой Куш» и выпуском игры The Legend of Zelda: Tears of the Kingdom.
В январе 2024 года кассовые сборы «Мальчика и птицы» превысили кассовые сборы предыдущего фильма Миядзаки — «Ветер крепчает», а в марте 2024 года превзошли «Принцессу Мононоке», являвшуюся самым кассовым аниме-фильмом XX века. В апреле 2024 года кассовые сборы «Мальчика и птицы» превзошли «Ходячий замок» и из всех работ Миядзаки уступают лишь только «Унесённым призраками».
3 апреля 2024 года «Мальчик и птица» вышел в прокат в Китае и заработал за первый день 13,7 миллионов долларов, что оказалось лучшим стартом среди иностранных фильмов в стране в этом году. За пять дней было собрано 73 миллиона долларов, что по мнению Variety является впечатляющим результатом. За десять дней фильм продолжил возглавлять китайский прокат, увеличив доход до 83 миллионов долларов. К концу апреля 2024 года кассовые сборы в Китае превысили 100 миллионов долларов, а сборы во всём мире стали более 300 миллионов долларов.
Влияние эффекта неразглашения на кассовые сборы фильма
Business Insider Japan подчеркнул, что кассовые сборы фильма и эффект неразглашения (только название и постер) сказались больше, чем ожидали в киноиндустрии, хотя для сотрудников студии «Гибли» результат был очевидным. Они работали, чтобы сделать «Мальчика и птицу» хитом, как и «Унесённых призраками». Этому способствовали три фактора: отсутствие информации подогревало интерес аудитории; целью было вызвать ажиотаж и неоднозначные отзывы в социальных сетях; рекламой являлись фильмы студии «Гибли», которые показывались в программе Friday Road Show на Nippon Television в течение 10 лет. Феномен также объясняется тем, что поклонники, посетившие кинотеатры в первые четыре дня, проживают в мегаполисах, например Токио, но это не гарантирует высоких сборов по всей стране. Таким образом, успех «Мальчика и птицы» следует рассматривать как исключение. Неназванный дистрибьютор кино выразил обеспокоенность: если стратегия отсутствия рекламы окажется выигрышной, то у него будут проблемы — люди останутся без работы.

## Музыка
| №   | Название                               | Длительность |
| --- | -------------------------------------- | ------------ |
| 1.  | «Ask Me Why (Evacuation)»              | 1:20         |
| 2.  | «White Wall»                           | 0:46         |
| 3.  | «Gray Heron»                           | 0:24         |
| 4.  | «Memories»                             | 2:06         |
| 5.  | «Gray Heron II»                        | 0:42         |
| 6.  | «A Feather in the Dusk»                | 2:41         |
| 7.  | «Adolescence»                          | 1:15         |
| 8.  | «Gray Heron III»                       | 1:02         |
| 9.  | «Silence»                              | 1:26         |
| 10. | «The Curse of the Gray Heron»          | 1:41         |
| 11. | «Feather Fletching»                    | 2:57         |
| 12. | «Ask Me Why (Mother's Thoughts)»       | 1:49         |
| 13. | «A Trap»                               | 2:23         |
| 14. | «Sanctuary»                            | 2:46         |
| 15. | «The Master of the Tomb»               | 1:45         |
| 16. | «Ark»                                  | 3:07         |
| 17. | «Warawara»                             | 1:49         |
| 18. | «Reincarnation»                        | 2:32         |
| 19. | «Rain of Fire»                         | 1:35         |
| 20. | «Cursed Sea»                           | 2:35         |
| 21. | «Farewell»                             | 0:51         |
| 22. | «Reminiscence»                         | 2:23         |
| 23. | «Close Encounter»                      | 1:16         |
| 24. | «Diversion»                            | 1:02         |
| 25. | «A Girl of Fire»                       | 1:31         |
| 26. | «Mahito and Himi»                      | 1:39         |
| 27. | «The Corridor Door»                    | 1:33         |
| 28. | «A Burrow»                             | 0:48         |
| 29. | «A Song of Prayer (The Delivery Room)» | 3:48         |
| 30. | «Granduncle»                           | 1:08         |
| 31. | «In Secret»                            | 0:35         |
| 32. | «The King's Parade»                    | 1:47         |
| 33. | «Granduncle's Desire»                  | 2:43         |
| 34. | «Ask Me Why (Mahito's Commitment)»     | 2:00         |
| 35. | «The Great Collapse»                   | 1:48         |
| 36. | «The Last Smile»                       | 2:55         |
| 37. | «Spinning Globe»                       | 4:33         |

Музыку к фильму написал давний соавтор Миядзаки Дзё Хисаиси, за музыкальную тему фильма «Chikyūgi» (яп. 地球儀 «Глобус») отвечал Кэнси Ёнэдзу. Саундтрек состоит из 37 композиций и был выпущен 9 августа 2023 года компанией Tokuma Japan Communications. Диск занял 16 место в чарте Oricon.
Ёнэдзу рассказал, что в 2018 году впервые посетил студию «Гибли» и познакомился с Миядзаки. К работе над фильмом его пригласили из-за песни «Paprika», которую певец сочинил для Летних Олимпийских игр 2020 года — продюсер Судзуки, с которым Кэнси Ёнэдзу уже несколько раз встречался ранее, увидел, как Хаяо Миядзаки подпевал детям в детском саду под эту песню, которую он слышал по радио. Позже режиссёр прослушал демозапись на компакт-диске и утвердил завершающую композицию.
Композитор в разговоре с Variety подчеркнул, что вообще не встречался с режиссёром во время создания музыкального материала. У Дзё Хисаиси не было доступа к раскадровке и художественному оформлению, вместо этого он посмотрел уже почти готовую версию фильма в июле 2022 года. Миядзаки просто сказал ему: «Я оставляю всё на ваше усмотрение». Такой подход сильно отличался от их предыдущего сотрудничества. Миядзаки хотел, чтобы Хисаиси посмотрел фильм без каких-либо знаний, предвзятости и суждений. У них строго профессиональные отношения; они «не ходят вместе ужинать или что-то в этом духе». Тем не менее композитор включил в музыку к «Мальчику и птице» личное произведение — короткую мелодию «Ask Me Why», которую он подарил музею Гибли на день рождения режиссёра 5 января. Музыкант считает, что фильм не такой весёлый, как другие работы Миядзаки, но очень красочный и масштабный. Ему хотелось сделать картину последовательной и однородной. «Я не пишу музыку для персонажей», — добавил Хисаиси. «Я действительно пишу музыку в соответствии с миром, который построил господин Миядзаки».

## Отзывы
Metacritic поставил 91 балл из 100 возможных на основании 55 рецензий. На сайте Rotten Tomatoes рейтинг составляет 96 % с учётом 269 критических обзоров. «Мальчик и птица» занял 3 место в списке 100 лучших аниме-фильмов согласно журналу Paste.
Первые отклики были в целом положительными, хотя и неоднозначными: фильм богат деталями и смыслом, возможно, слишком насыщен, чтобы быть полностью понятым за один просмотр. Не случайно поклонники выстроились в очередь перед кинотеатрами в Японии рано утром 14 июля 2023 года, чтобы первыми всё увидеть, но они не представляли, чего ожидать. Спекуляции вокруг «Мальчика и птицы» распространялись в течение нескольких месяцев, потому что эта работа считалась последней для 82-летнего режиссёра. Сам Миядзаки с юмором признал: «Возможно, вы не поняли фильм. Я тоже его не понял» после первого закрытого показа, предназначенного для сотрудников Studio Ghibli. Ряд критиков отмечает, что им необходимо посмотреть фильм ещё раз, чтобы понять все его тонкости. Так, японский журнал Cinemas+ пишет: «Чтобы глубоко понять контекст и сюжет, необходимо многократно просмотреть фильм, изучая различные сцены и анализируя Хаяо Миядзаки как личность», указывая на полуавтобиографический аспект картины. Издание описывает картину как кульминацию всего творчества Миядзаки, однако более мрачную и личную, чем другие фильмы. Схожим образом Таитиро Ёсино, журналист и внук автора книги «Как поживаете?», на которой основан фильм, заканчивает статью о своих первых впечатлениях следующим образом: «Пока что мне придётся вернуться в кинотеатр в поисках подсказок, которые я не смог найти, посмотрев фильм один раз». Японский сайт Eiga Channel добавил: «студия „Гибли“, создавшая фантастические произведения, которые легко понять детям, наконец-то представила работу, которая требует времени и размышлений для понимания, поэтому вполне естественно, что зрители будут несколько растеряны. И, несомненно, есть много людей, которые были просто потрясены визуальной красотой».
После открытия кинофестиваля в Торонто 7 сентября 2023 года фильм также получил высокие оценки критиков. Гильермо дель Торо, присутствовавший на премьере, сказал, что Миядзаки — мастер уровня Моцарта и Ван Гога, «он понимает, что красота не может существовать без ужаса, а деликатность не может быть без жестокости».
Во время проката в Китае фильм подвергся осуждению со стороны некоторых местных националистов, утверждавших, что антивоенная позиция Миядзаки лицемерна, поскольку «Мальчик и птица» с сочувствием изображает японцев как жертв войны. Это произошло на фоне ухудшения китайско-японских отношений. Шэн Цзоу из Гонконгского баптистского университета объяснил, что отчасти причина заключается в том, что данная работа содержит множество абстрактных символов, открытых для самых разных интерпретаций. По его словам, фильм предлагает неоднозначное понимание сюжета и персонажей. Иногда это противоречиво и непоследовательно, из-за чего люди чувствуют себя сбитыми с толку. Двусмысленность сложна для зрителей, особенно если они не очень хорошо знакомы с личной жизнью Миядзаки, его детством, семьёй и исторической подоплёкой. Политолог из КНР, пожелавший остаться неизвестным, сказал, что за последнее десятилетие критика Японии стала более резкой из-за оживления популизма и ультралевых взглядов в стране. Такое изменение связано с жёстко контролируемыми Пекином историческими нарративами, которые противостоят всему, что не соответствует официальной линии и не поддерживает национальное возрождение. «Если бы это было 10 или 20 лет назад, никто бы не судил и не критиковал работы Миядзаки…», — произнёс учёный, добавив: «Общественность понимает, что он не защищает милитаризм».
IndieWire назвал «Мальчика и птицу» «сказочным прощанием бессмертного человека, готовящегося к собственной смерти». TheWrap считает его самым глубоким и мрачным фильмом студии «Гибли» со времён «Могилы светлячков»: смерть может быть концом жизни и началом вечности. Variety отмечает, что не обязательно последняя полнометражная картина Миядзаки кажется не столько шедевром, завершившим карьеру, сколько утраченным фильмом из ранних работ, рассказывающим о недовольном ребёнке в стране чудес, похожей на чистилище. «Реальный мир» в данном случае — горестное место, затронутое трагедией и войной. «Мальчик и птица» вряд ли является идеальной отправной точкой для знакомства с творчеством режиссёра. Это одновременно утешает и разочаровывает. Миядзаки не сделал ничего предосудительного, но и не расширил горизонты, напоминая, насколько привычен мир, который он создавал долгие годы. Vulture связал «Мальчика и птицу» с «Порко Россо»: Махито удаётся сделать то, что не получилось у лётчика, потерявшего своего лучшего друга — он спасается от боли существования, сбегая в царство мёртвых, которое хочет отвергнуть живых. «Мир фантастики» перечислил следующие похожие произведения: «Лабиринт фавна», «Ходячий замок», «Бесконечная история» и «Хроники Нарнии: Лев, колдунья и волшебный шкаф». Рецензент The Guardian дал среднюю оценку вопреки остальным отзывам — три звезды из пяти. Сайт «Афиша» поставил 7 из 10 баллов. Film.ru оценил на 8 из 10 баллов, согласившись с тем, что в картине нет ничего непривычного и удивительного для тех, кто знаком с творчеством режиссёра, и задав риторический вопрос: «… нужно ли гению придумывать что-то новое?».
Визуальный размах фильма (по словам Тосио Судзуки, работа аниматоров была более тщательной, чем в предыдущих фильмах студии «Гибли», с большим количеством рисунков в секунду) заслуживает особого одобрения: «Каждый кадр этого фильма выглядит как самостоятельное произведение искусства, которое становится ещё более значительным, когда занимает своё место в грандиозной схеме фильма. Это фильм, который можно смотреть сотни раз, открывая для себя все новые и новые моменты той или иной сцены. … Это настоящий анимационный подвиг, не похожий ни на что, что мы видели за последнее десятилетие», — пишет сайт Anime News Network, а Пьер-Вильям Фрегонезе, младший научный сотрудник кафедры современного искусства Киотского университета искусств, отмечает роль режиссёра-аниматора Такэси Хонды: «Анимация действительно более динамичная и живая, которую мы бы не ожидали увидеть от Миядзаки». The Verge назвал фильм красивой реликвией и концом эпохи. По мнению Polygon, «Мальчик и птица» имеет все задатки идеальной лебединой песни. Антон Долин на сайте Meduza характеризовал фильм как «полный юмора и боли художественный слепок мира, который потерял равновесие и вот-вот рухнет»; кроме того, это «персональный манифест индивидуальной ответственности». Недостатком критик посчитал работу композитора Дзё Хисаиси, написавшего не самый выразительный саундтрек, хотя местами лаконичный. The Wall Street Journal выпустил рецензию под заголовком «Творческая какофония Хаяо Миядзаки», указывая на запутанность произведения, которое содержит необычайно мрачный подтекст для детского фильма. Учитывая, что действие событий происходит во время Второй мировой войны, высказывание-предостережение умирающего двоюродного деда Махито о том, что «Скоро Японию поглотит пламя», воспринимается как отсылка к Роберту Оппенгеймеру.
Фильм содержит автобиографические элементы. Главный герой фильма, Махито Маки, повторяет детство Миядзаки. Отец Миядзаки, как и Махито, работал в компании, занимавшейся производством деталей для истребителей. Во время войны семья Миядзаки также эвакуировалась из города в сельскую местность. BBC описывает фильм как «сказку о взрослении, в которой ребёнок должен преодолеть свой эгоизм и научиться жить для других». Time Out назвал его зрелым, сложным шедевром, соединяющим прошлое, настоящее и будущее режиссёра. Везде присутствуют многочисленные «пасхальные яйца» из его предыдущих работ, поэтому в день премьеры в Токио подавляющее большинство зрителей были взрослыми, которые выросли на культовых мультфильмах Миядзаки. Nikkei Asia считает, что «Мальчик и птица» — самое загадочное, сокровенное и, за неимением лучшего, эгоистичное произведение создателя. Когда отец женится на младшей сестре матери Махито, которая выглядит гораздо лучше, то фрейдистский подтекст безграничен. Миядзаки присуще недоверие к критике и мнению взрослых. Он фетишизирует детскую точку зрения, что проявляется как квазисексуальные фантазии, например в эпизоде когда лягушки из озера прыгают на мальчика, за долю секунды покрывая его своими мокрыми телами. Но подобные моменты быстро заканчиваются и кажутся галлюцинациями. Махито хочет спасти свою мачеху, чтобы стать достойным человеком — «торговая марка Миядзаки». Многие фанаты аниме критикуют его как чрезмерного проповедника и сурового учителя, стремящегося заставить зрителей перейти на более высокий уровень существования. С 1963 года он не переставал учить и поощрять японцев к совершенству. Но теперь режиссёр, возможно, сказал последнее слово и ушёл. Для миллионов поклонников по всему миру эта мысль может быть пугающей, но также и освобождающей.
Фильм призывает создать «мир без конфликтов своими руками». Slant Magazine добавил, что книга Ёсино Гэндзабуро была написана в первую очередь для того, чтобы помочь выработать строгий моральный кодекс для мальчиков. Но режиссёр, хотя и не лишённый морализаторства, предпочитает оставить вопрос «Как поживаете?» открытым. Стареющий мастер обращается к потомкам с просьбой: «Ещё многое нужно сделать». И поторопиться, потому что в один момент всё исчезнет. Таким образом, он взял идею Гэндзабуро о том, чтобы научить молодёжь самостоятельному мышлению. Сотрудник The Japan Times признался, что заплакал после финальных титров, где был указан Миядзаки, который однажды заявил в интервью, что хватит около минуты, чтобы сказать, хорош ли фильм. «Мальчик и птица» это подтверждает. Как и в лучшем игровом кино, истинные чувства раскрываются в недосказанности. Мнение аудитории может разделяться из-за подачи сюжета, а не технического исполнения. Сильная привязанность Махито к матери отражает любовь Миядзаки к собственной, которая вдохновила многих женских персонажей режиссёра. В основе, как и в фильмах «Мой сосед Тоторо» и «Унесённые призраками», лежит вера в то, что дети в трудных обстоятельствах смогут оказаться на высоте и добиться большего успеха, чем предыдущее поколение. Японское название, взятое из романа Гэндзабуро, предлагает выбор: жить подобно тем, кто вызвал хаос Второй мировой войны, или найти лучший путь. В обзоре на сайте «Искусство кино» в качестве примера «прощального шедевра» используется конец фильма «Ветер крепчает», где главный герой увидел во сне покойную жену, и она сказала ему «Живи!». «Ветром», полным саморефлексии, Миядзаки «хотел поставить точку, но как будто не учёл, что после него в самом деле надо будет жить — вне творчества». Относительно завещания в «Мальчике и птице», двоюродный дед предлагает внуку продолжить дело, но тот предпочитает отказаться. Мечтательный «элемент безумия», о котором говорил аниматор, «будто с годами сменился трепетным отстранением». Василий Степанов в рецензии для «Коммерсантъ-Weekend» добавил, что у Миядзаки действительно нет наследников. Никто не будет делать кино так, как он — ставки слишком высоки. «Однако другие творцы смогут найти в его работах как минимум вдохновение, чтобы творить своё ни в чём не похожее на его произведения искусство».
В фильме есть эпизоды, которые по анимации намного превосходят все ранние работы Миядзаки. Это выдающееся достижение 60-летней карьеры Миядзаки как аниматора. Подобно старому волшебнику, смотрящему на своё творение с вершины башни над облаками, знаменитый глава студии «Гибли» использует «последний фильм», чтобы укрепить собственное наследие. Отправляясь в путешествие самопознания в стиле «Алисы в Стране чудес», Махито убегает из дома и следует за большой серой цаплей на башню воображения. Достигнув вершины, Махито встречает там хозяина этого сооружения: старого волшебника. Могущественный волшебник просит мальчика восстановить его башню и стать его преемником — эта метафора фильма практически кричит на зрителя. Миядзаки, создавший свою фантастическую башню, желает передать эстафету следующему поколению аниматоров, надеясь на то, что они сохранят красоту его творения. Журнал Esquire отмечает: после просмотра «Мальчика и птицы» становится ясно, что мир анимации без Миядзаки превратится в страшное место. «Прекрасная башня Миядзаки рушится, и мы должны сохранить её». The Guardian дополнил, что создатель находился под влиянием классической английской детской литературы. По мнению кинокритика Питера Брэдшоу этот аспект заслуживает более широкого обсуждения, поскольку события в фильме в разное время напоминают не только о книге Льюиса Кэрролла, но и о романе «„Покоритель зари“, или Плавание на край света» Клайва Стейплза Льюиса.

## Награды и номинации
«Мальчик и птица» был удостоен множества наград и номинаций в различных категориях, особенно благодаря музыке, написанной Дзё Хисаиси. На 96-й церемонии вручения премии «Оскар» Хаяо Миядзаки и Тосио Судзуки победили в категории «Лучший анимационный полнометражный фильм», вновь получив данную награду после фильма «Унесённые призраками» (2001). На 81-й церемонии вручения премии «Золотой глобус» аниме-фильм победил в категории «Лучший анимационный полнометражный фильм», при этом Дзё Хисаиси получил номинацию в категории «Лучшая музыка к фильму». На 77-й церемонии вручения премии BAFTA Миядзаки и Судзуки победили в категории «Лучший анимационный фильм», что стало первым случаем, когда фильм на японском языке был номинирован и получил данную награду. На 51-й церемонии вручения премии «Энни» Миядзаки победил в категории «Лучшая раскадровка в анимационном полнометражном фильме», а Такэси Хонда — в категории «Выдающиеся достижения в области анимации персонажей». Фильм также получил премию «Спутник» в категории «Лучший анимационный фильм». Кроме того, Национальный совет кинокритиков включил данный фильм в десятку лучших фильмов 2024 года.